# De Tomaso F1
Der De Tomaso F1 war der erste unmittelbar für die Formel 1 hergestellte Rennwagen des italienischen Automobilproduzenten De Tomaso. Er erschien 1961. De Tomaso baute in drei Jahren insgesamt fünf dieser Wagen, die mit unterschiedlichen Motoren ausgestattet waren. Der F1 wurde bis 1963 zu vier Weltmeisterschaftsläufen und neun Rennen ohne Weltmeisterschaftsstatus gemeldet. Bei keinem Weltmeisterschaftslauf erreichte der F1 eine Zielankunft. Die Fahrzeuge der F1-Familie gelten als die schwächsten Formel-1-Autos der 1,5-Liter-Ära.

## Hintergrund
Der aus Argentinien stammende Rennfahrer und Geschäftsmann Alejandro de Tomaso bestritt im Dezember 1959 sein letztes Formel-1-Rennen. Zum Großen Preis der USA meldete er einen Cooper T43, den er mit einem OSCA-Motor ausgestattet hatte. Im gleichen Jahr gründete er im italienischen Modena eine Automobilwerkstatt, in der er Rennwagen für verschiedene Klassen (und ab 1965 auch Straßensportwagen) herstellen ließ. Das erste Fahrzeug der neuen Marke war der Isis für die Formel Junior, eine Kopie des von Alejandro de Tomaso eingesetzten Cooper T43. Auf dieser Grundlage entwickelte das Unternehmen den De Tomaso F2, der seinerseits den Cooper nachahmte. Der F2 erschien im Herbst 1960 bei einem Formel-2-Lauf. Nachdem die FIA für die Automobil-Weltmeisterschaft 1961 das bisherige Reglement der Formel 2 auf die Formel 1 übertragen hatte, kam der F2 noch bis 1962 zu drei Formel-1-Rennen ohne Weltmeisterschaftsstatus. Ab dem Frühjahr 1961 konstruierte De Tomaso insgesamt fünf weitere Rennwagen nach dem Muster des F2, die einheitlich die Chassisbezeichnung F1 erhielten. Die Wagen waren erfolglos. Zielankünfte gab es nur in kleineren italienischen Rennen außerhalb der Weltmeisterschaft. Alejandro de Tomaso machte für den Misserfolg in erster Linie die von Fremdherstellern bezogenen Motoren verantwortlich. 1962 ließ er deshalb als Nachfolger des F1 das Modell 801 mit einem selbst entwickelten Achtzylindermotor konstruieren. Auch mit ihm erzielte De Tomaso keine Erfolge, sodass das Unternehmen mit Ablauf des Jahres 1963 seine Bemühungen im Monoposto-Sport zunächst einstellte. Nach mehrjähriger Unterbrechung kehrte de Tomaso 1970 mit dem 505, der keine Gemeinsamkeiten mit dem F1 mehr hatte und von Frank Williams eingesetzt wurde, kurzzeitig in die Formel 1 zurück.

## Konstruktion

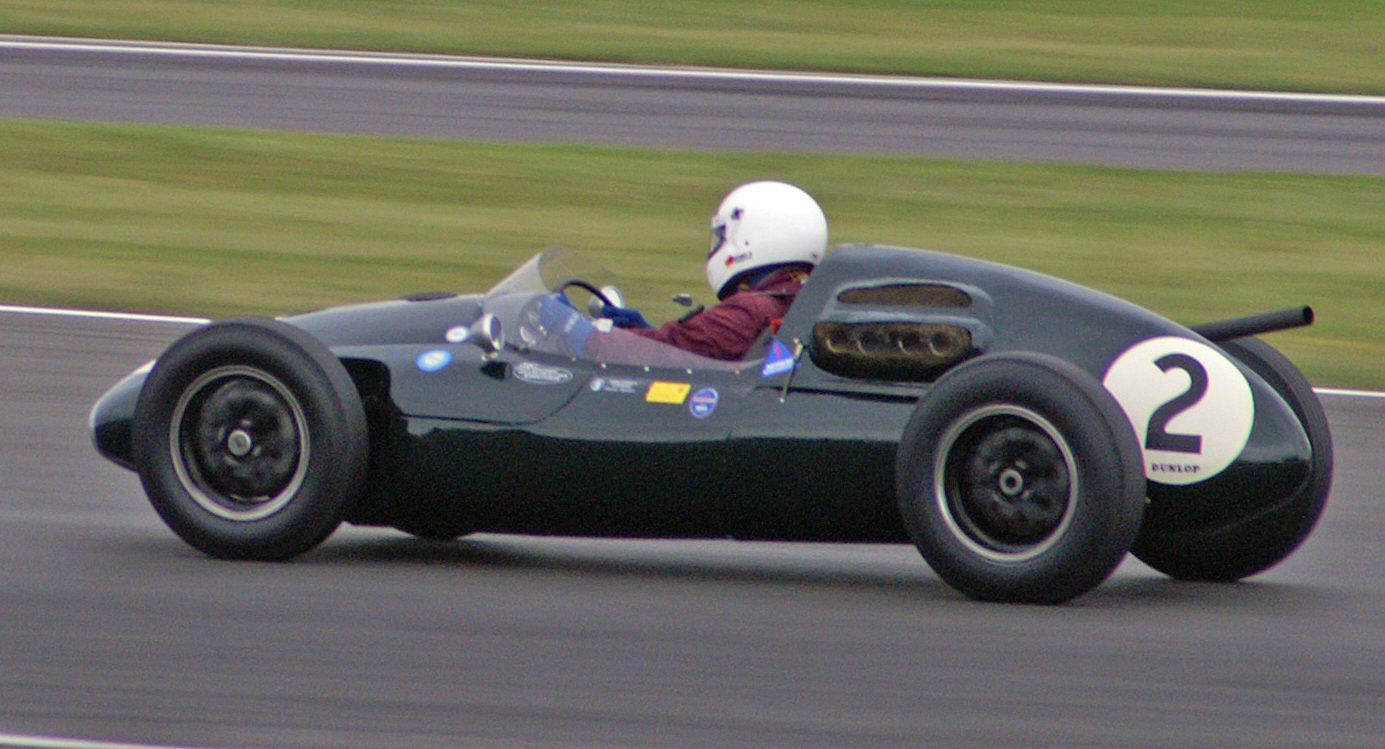
Cooper T43: Vorbild des De Tomaso F1

### Chassis
Der De Tomaso F1 war weitestgehend baugleich mit dem 1960 konstruierten F2 und ähnelte wie dieser konzeptionell und äußerlich stark dem Cooper T43. Der F1 hatte einen Gitterrohrrahmen. Die Aufhängung entsprach dem Isis. Das Fahrwerk bestand aus doppelten Querlenkern, Dämpferbeinen und Einzelradaufhängung rundum. Auch die Karosserie war dem Cooper nachempfunden. Der Motor war hinter dem Fahrer eingebaut. Die Kraftübertragung übernahm ein handgeschaltetes Fünfganggetriebe von De Tomaso.

### Motoren
Die De Tomaso F1 erschienen im Laufe der Jahre mit fünf verschiedenen Motoren. Regulär waren Vierzylindermotoren von Alfa Romeo und von OSCA vorgesehen; sie waren die häufigsten eingesetzten Triebwerke. Zum Ende seiner Karriere wurde der F1 für einzelne Rennen alternativ mit Motoren von Ferrari, Ford und Maserati ausgestattet.

#### Alfa Romeo/Conrero
Anfänglich hatte De Tomaso einen 1,5 Liter großen Reihenvierzylindermotor von Alfa Romeo vor, der von Virgilio Conrero getunt worden war. Dieser Motor, der bereits in der ersten, 1960 erschienenen Version des Vorgängermodells F2 zum Einsatz gekommen war, fand sich in den Chassis F1-002 und F1-004. Seine Basis war ein in Großserie hergestelltes Triebwerk mit einem Hubraum von 1.290 cm³, das Alfa Romeo in der Giulietta-Baureihe verwendete. Conrero vergrößerte den Hubraum auf 1,5 Liter stattete den Motor mit einem neuen Zylinderkopf und einer Doppelzündung aus. In einigen Quellen wird der Motor auch als Conrero R4 bezeichnet. Seine Leistung wurde mit 140 PS angegeben. Er lag damit 45 PS unter der Leistung der Motoren von BRM und 40 PS unter der der Ferrari-Motoren und war das schwächste Triebwerk des Starterfelds. Neben ihrer Leistungsschwäche zeichneten sich die Conrero-Motoren auch durch eine ausgeprägte Unzuverlässigkeit aus. Der auf den Betrieb in Straßenfahrzeugen ausgelegte Motorblock war den Anforderungen des Rennsports nicht gewachsen. Die strukturelle Überlastung führte zu zahlreichen Motordefekten und Ausfällen.

#### OSCA
Alternativ war ein Reihenvierzylindermotor von OSCA vorgesehen. Er wurde in den Chassis 001 und 002 eingesetzt. Seine Leistung wird mit 158 PS angegeben, was annähernd der Leistung der schwächsten Vierzylindermotoren von Coventry Climax entsprach.

#### Weitere Varianten
1963 rüstete Roberto Lippi seinen De Tomaso F1 (Chassis 002) mit einem Reihenvierzylindermotor von Maserati (Tipo 150S) aus; einige Monate später erschien das gleiche Chassis mit einem Sechszylindermotor von Ferrari aus dem Tipo 156. Die Maserati-Version ging bei einem, die Ferrari-Version bei zwei Rennen an den Start.
Schließlich stattete De Tomaso 1963 das jüngste Chassis (F1-005) mit einem Reihenvierzylindermotor von Ford aus, der von dem britischen Tuningbetrieb Holbay überarbeitet worden war.

## Die Renneinsätze der einzelnen Chassis
Von 1961 bis 1963 entstanden fünf Chassis vom Typ De Tomaso F1, von denen einige im Werk verblieben, während andere an Kundenteams verkauft wurden. Teilweise gingen Amateurrennfahrer mit ihnen an den Start. Mit Ausnahme des Großen Preises der Solitude 1961 war der Einsatz der F1-Chassis auf italienische Rennen beschränkt. Zu den meisten Rennen wurden nur einzelne der F1-Chassis gemeldet. Eine Ausnahme war der Große Preis von Modena, zu dem drei F1-Chassis und der F2 gemeldet wurden. Keiner der fünf De Tomaso F1 überstand hier die Qualifikation. Das größte De-Tomaso-Aufgebot sah der Große Preis von Rom 1963, bei dem vier F1-Chassis, der F2 sowie der de Tomaso 801 gemeldet waren. Alle sechs De Tomasos qualifizierten sich auf dem Autodromo Vallelunga, drei von ihnen kamen in die Wertung. Bester Fahrer war Roberto Lippi im F1-002 mit Ferrari-Motor.
Die Renneinsätze des F1 im Einzelnen:

### F1-001
Den F1-001 mit OSCA-Motor verkaufte De Tomaso an den venezianischen Rennstall Scuderia Serenissima, der den Wagen 1961 beim Großen Preis von Frankreich an den Start brachte. Zum gleichen Rennen meldete die Scuderia Serenissima, für die Maurice Trintignant und Giorgio Scarlatti fuhren, auch einen Cooper T51. Beide Fahrer nutzten im Training ausschließlich den Cooper. Für das Rennen ging der englische Wagen an Trintignant, während Scarletti den zuvor nicht getesteten De Tomaso erhielt. Scarlatti fiel nach 15 Runden infolge eines Motordefekts aus. 1962 fuhr der 001 nicht. 1963 verkaufte Serenissima ihn an den Amateurrennfahrer Rovero Campello, der ihn in diesem Jahr einmal für den Großen Preis von Rom meldete. Campello, für den dies das einzige Monoposto-Rennen seiner Karriere war, kam im ersten Lauf als Sechster und im zweiten Lauf als Zehnter ins Ziel. In der Gesamtwertung lag er auf Rang sieben.

### F1-003
Der F1-003 ging ebenfalls an die Scuderia Serenissima. Im Gegensatz zum 001 stattete sie ihn mit Conreros Alfa-Romeo-Motor aus. Der Wagen wurde ebenfalls nur bei einem Weltmeisterschaftslauf an den Start gebracht. Serenissima meldete den 003-Alfa für Nino Vaccarella zum Großen Preis von Italien 1961; Vaccarella schied hier nach einem Motordefekt aus. Daneben brachte Serenissima den 003-Alfa zweimal bei weltmeisterschaftsfreien Rennen an den Start. Auf der Solitude 1961 fuhr ihn Roberto Bussinello, der üblicherweise mit De Tomasos Werksteam verbunden war. Bussinello musste nach einem Motordefekt aufgeben. Das Solitude-Rennen war zugleich der einzige Wettbewerb außerhalb Italiens, an dem ein De Tomaso F1 teilnahm. Beim Großen Preis von Modena im gleichen Jahr meldete Serenissima den 003-Alfa Romeo für Nino Vaccarella, der bereits an der Qualifikation scheiterte. Danach verkaufte Serenissima den F1-003 an den Amateurfahrer „Condor“, der ihn beim Großen Preis von Rom 1963 an den Start brachte. „Condor“ fiel in beiden Läufen aus und war in der Gesamtwertung nicht klassiert.

### F1-002
Den F1-002 übernahm die Scuderia Settecolli, die es für den römischen Rennfahrer Roberto Lippi 1961, 1962 und 1963 zu den Großen Preisen von Italien meldete. In den ersten beiden Jahren verwendete Lippi einen OSCA-Motor. 1961 konnte er sich in Monza qualifizieren, fiel aber im Rennen bereits nach der ersten Runde mit einem Motorenschaden aus. 1962 scheiterte er mit unverändertem Auto ebenso an der Qualifikation wie 1963, als er den Wagen auf einen Ferrari-Motor umgestellt hatte. Daneben erschien Lippi von 1961 bis 1963 bei sechs weltmeisterschaftsfreien Rennen. Sein bestes Ergebnis erzielte er beim Großen Preis von Rom 1963, bei dem er den F1-002 mit einem Maserati-Vierzylindermotor an den Start brachte. Hier wurde Lippi Vierter.

### F1-004
Das vierte Chassis erhielt Conreros Alfa-Motor. Es verblieb bei De Tomaso und wurde vom Werksteam zu einem Weltmeisterschaftslauf gemeldet. Bussinello startete mit dem 004 beim Großen Preis von Italien 1961. Er ging von Platz 24 aus ins Rennen, schied aber bereits nach einer Runde wegen eines Motordefekts aus. Im gleichen Jahr fuhr Bussinello den 004 beim Großen Preis von Modena, wo er nach wenigen Runden ausfiel, und bei der Coppa Italia, die er als Vierter beendete. Beide Rennen hatten keinen Weltmeisterschaftsstatus. Danach wurde der Wagen nicht mehr eingesetzt.

### F1-005
Das letzte Chassis der F1-Reihe entstand erst zu Beginn des Jahres 1963. De Tomaso stattete den 005 mit einem Vierzylindermotor von Ford-Holbay aus. Der Wagen wurde nur einmal eingesetzt. De Tomasos Werksteam meldete ihn zum Großen Preis von Rom 1963 für Franco Bernabei. Im Training war der F1-005 mit Ford-Motor schneller als De Tomasos neuer 801, der einen selbst entwickelten Achtzylindermotor hatte. Bernabei beendete den ersten der beiden Läufe des Rennens nach 37 von 40 Runden. Beim zweiten Lauf ging er aufgrund eines technischen Defekts nicht an den Start.

## Rennergebnisse

### Formel-1-Weltmeisterschaft
| Saison | Team                 | Chassis           | Fahrer        | 1 | 2 | 3 | 4   | 5 | 6 | 7   | 8 | 9 | 10 | Punkte | Rang |
| ------ | -------------------- | ----------------- | ------------- | - | - | - | --- | - | - | --- | - | - | -- | ------ | ---- |
| 1961   |                      |                   |               |   |   |   |     |   |   |     |   |   |    | –      | –    |
| 1961   | Scuderia De Tomaso   | F1-004 Alfa Romeo | R. Bussinello |   |   |   |     |   |   | DNF |   |   |    | –      | –    |
| 1961   | Scuderia Serenissima | F1-001 OSCA       | G. Scarlatti  |   |   |   | DNF |   |   |     |   |   |    | –      | –    |
| 1961   | Scuderia Serenissima | F1-003 Alfa Romeo | N. Vaccarella |   |   |   |     |   |   | DNF |   |   |    | –      | –    |
| 1961   | Scuderia Settecolli  | F1-002 OSCA       | R. Lippi      |   |   |   |     |   |   | DNF |   |   |    | –      | –    |
| 1962   |                      |                   |               |   |   |   |     |   |   |     |   |   |    | –      | –    |
| 1962   | Scuderia Settecolli  | F1-002 OSCA       | R. Lippi      |   |   |   |     |   |   | DNQ |   |   |    | –      | –    |
| 1963   |                      |                   |               |   |   |   |     |   |   |     |   |   |    | –      | –    |
| 1963   | Scuderia Settecolli  | F1-002 Ferrari    | R. Lippi      |   |   |   |     |   |   | DNQ |   |   |    | –      | –    |

### Formel-1-Rennen ohne Weltmeisterschaftsstatus
| Saison               | Team              | Chassis       | Fahrer | 1 | 2 | 3 | 4 | 5 | 6 | 7   | 8   | 9 | 10  | 11 | 12 | 13 | 14  | 15 | 16 | 17 | 18  | 19 | 20 | 21 | 22 | 23  | 24 | 25 | 26 | 27 |
| -------------------- | ----------------- | ------------- | ------ | - | - | - | - | - | - | --- | --- | - | --- | -- | -- | -- | --- | -- | -- | -- | --- | -- | -- | -- | -- | --- | -- | -- | -- | -- |
| 1961                 |                   |               |        |   |   |   |   |   |   |     |     |   |     |    |    |    |     |    |    |    |     |    |    |    |    |     |    |    |    |    |
| Isobel De Tomaso     | F1-004 Alfa Romeo | R. Businello  |        |   |   |   |   |   |   |     |     |   |     |    |    |    |     |    |    |    | DNF |    |    |    |    | 4   |    |    |    |    |
| Scuderia Settecolli  | F1-002 OSCA       | G. Alberti    |        |   |   |   |   |   |   |     | DNA |   | DNF |    |    |    |     |    |    |    |     |    |    |    |    |     |    |    |    |    |
| Scuderia Settecolli  | F1-002 OSCA       | R. Lippi      |        |   |   |   |   |   |   |     |     |   |     |    |    |    |     |    |    |    | DNQ |    |    |    |    | 5   |    |    |    |    |
| Scuderia Serenissima | F1-003 Alfa Romeo | R. Bussinello |        |   |   |   |   |   |   |     |     |   |     |    |    |    | DNF |    |    |    |     |    |    |    |    |     |    |    |    |    |
| Scuderia Serenissima | F1-003 Alfa Romeo | N. Vaccarella |        |   |   |   |   |   |   |     |     |   |     |    |    |    |     |    |    |    | DNQ |    |    |    |    |     |    |    |    |    |
| Pescara Racing       | F1-001 OSCA       | L. Scarfiotti |        |   |   |   |   |   |   |     |     |   |     |    |    |    |     |    |    |    |     |    |    |    |    | DNA |    |    |    |    |
| 1962                 |                   |               |        |   |   |   |   |   |   |     |     |   |     |    |    |    |     |    |    |    |     |    |    |    |    |     |    |    |    |    |
| Scuderia Settecolli  | F1-002 OSCA       | R. Lippi      |        |   |   |   |   |   |   |     | DNQ |   |     |    |    |    | 6   |    |    |    |     |    |    |    |    |     |    |    |    |    |
| 1963                 |                   |               |        |   |   |   |   |   |   |     |     |   |     |    |    |    |     |    |    |    |     |    |    |    |    |     |    |    |    |    |
| Scuderia De Tomaso   | F1-005 Ford       | F. Bernabei   |        |   |   |   |   |   |   | DNF |     |   |     |    |    |    |     |    |    |    |     |    |    |    |    |     |    |    |    |    |
| Scuderia Settecolli  | F1-002-Maserati   | R. Lippi      |        |   |   |   |   |   |   | 4   |     |   |     |    |    |    |     |    |    |    |     |    |    |    |    |     |    |    |    |    |
| Scuderia Settecolli  | F1-002-Ferrari    | R. Lippi      |        |   |   |   |   |   |   |     |     |   | DNQ |    |    |    |     |    |    |    |     |    |    |    |    |     |    |    |    |    |
| Rovero Campello      | F1-001-Osca       | R. Campello   |        |   |   |   |   |   |   | 7   |     |   |     |    |    |    |     |    |    |    |     |    |    |    |    |     |    |    |    |    |
| „Condor“             | F1-003-Alfa Romeo | „Condor“      |        |   |   |   |   |   |   | DNF |     |   |     |    |    |    |     |    |    |    |     |    |    |    |    |     |    |    |    |    |